# Чунандон (Пусан)
Чунандон (кор. 중앙동?, 中央洞?) — тон (квартал) в округе Чунку города-метрополии Пусан, Республика Корея. «Чунандон» называется «Центральный тон». Чунандон был создан в 1947 году.
Многие общественные органы, банки, компании торговля находятся в Чунандоне — такие как таможня Пусана, центральная почта Пусана, консульство Российской Федерации в Пусане, Торговая таможня, управление Пусанского порта, Морской центр и т.д.. Станция первой линии Пусанского метрополитена «Чунан» находится в Чунандоне.

## Достопримечательные места в Чунандоне
- Парк Сумир
- Международный пассажирский терминаль Пусанского порта
- Универмаг «Лотте»
- Мост Йондо